# Teerag
Teerag, akciová společnost pro zužitkování dehtu byla společností, jež vznikla v roce 1920 v Hradci Králové a zabývala se zejména výrobou asfaltových produktů.

## Historie
Silniční stavební firma Teerag, Aktiengesellschaft für Teerfabrikate, Asphalt, Russ und chemische Produkte, vznikla 20. listopadu 1914 spojením společností Paul Hiller & Co. (Brunn am Gebirge) a E. Pilhal’s Nachfolger T. Abelmann (Vídeň). Sídlo měla ve Vídni, ale její dceřiné společnosti se nacházely ve všech provinciích Rakouska-Uherska. Nedlouho po svém založení, v letech 1916-1917, otevřela svůj závod i v Hradci Králové (bývalá Němečkova lepenkárna, vzniklá v roce 1902).
Po vzniku Československa byly české závody zařazeny pod firmu Teerag, akciovou společnost pro zužitkování dehtu, jež měla svoji centrálu v Praze. Její ustavující valná hromada se konala 15. září 1920 v místnostech Pražské úvěrní banky, přesto převzala továrny v Českých Budějovicích, Ostrově a Hradci Králové se zpětnou platností od 1. ledna 1919. Základní jistina nové společnosti činila 6 mil. Kč. 6. dubna 1921 byla svolána 1. řádná valná hromada, na níž bylo oznámeno, že zisk za správní roky 1919 a 1920 činil 1 970 282,76 Kč.

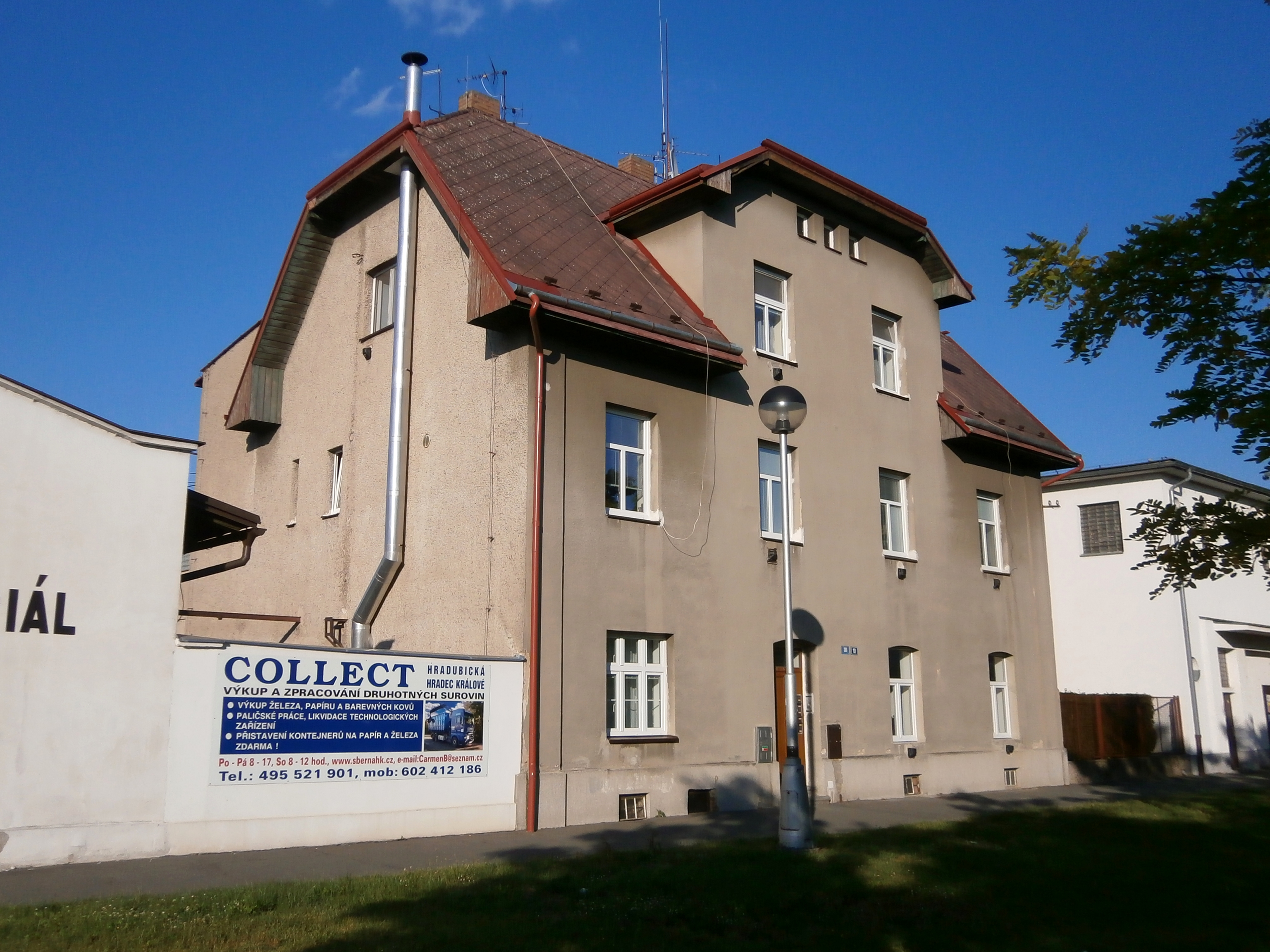
Dům čp. 389, který býval součástí areálu Teeragu

Ve valné hromadě, která se konala 16. června 1925, bylo usneseno zvýšení akciového kapitálu z 10 na 19 milionů Kč. 12. února 1927 byla městským úřadem schválena zpráva technické kanceláře ve věci posunovacího zařízení, a tudíž jeho zřízení již nic nebránilo. Přes světovou hospodářskou krizi na přelomu 20. a 30. let si vedla továrna velmi dobře, a to i přes výrazné oslabení v oblasti stavebního průmyslu. V tomto období spolupracuje na úpravách města i jeho blízkého okolí. V srpnu 1926 a opětovně v roce 1929 tak firma např. vyasfaltovala Čelakovského ulici, Legerovo a Husovo náměstí, přičemž tyto ulice poprvé vydláždila již roku 1925, ale kvůli nekvalitně provedené práci musela vše vykopat a opětovně provést. V roce 1927 bylo v závodě zřízeno samostatné stavební oddělení. Následně došlo též k výměně destilačních aparatur a pořízení vlečky.
Rozvoji firmy nepřály různé stávky a rostoucí krádeže materiálu i hotových výrobků. Počátkem 30. let postihla závod aféra, kdy pokladník, jenž měl na starosti výplatu dělnictva, zpronevěřil velkou částku peněz. Jednalo se o Gerhardta Knappa z Litic u Žamberka, který zde byl zaměstnán do 23. ledna 1931. Následně zmizel a vyšetřováním se zjistilo, že celkem zpronevěřil 104 382 Kč. Také vztahy s dělnictvem, jež bylo ovládáno zejm. komunisty, byly napjaté. V srpnu 1924 byla vypovězena kolektivní smlouva dělnická a dělnictvo vstoupilo do stávky. Ve svých požadavcích neustoupilo a 1. září téhož roku vítězně znovu zahájilo práci. 25. července 1929 byla uzavřena mezi Svazem čs. průmyslníků, firmou Teerag, Odborovým sdružením čs. a Mezinárodním všeodborovým svazem nová mzdová a pracovní smlouva. V roce 1930 byli navíc usvědčeni 2 pracovníci z krádeží benzínu, oleje a jiných věcí. Počátkem srpna 1933 ředitelství hradeckého Teeragu na výslovné přání centrálního ředitele opět vypovědělo kolektivní.smlouvu a žádalo na dělnictvu snížení mezd o 12 procent. V listopadu téhož roku došlo rovněž k velkému omezení provozu. O 3 roky později se z továrny ztratilo větší množství štěpařského vosku.
Pohromou byly i časté požáry a jiná neštěstí. 10. února 1926 vznikl požár následkem poruchy destilačního kotle. 21. září 1926 se ve varně na lepenku Ruberoid vzňala dehtová masa, ale požár byl také včas dělníky uhašen, takže škoda nebyla veliká. 13. srpna 1937 svářel dělník Jan Moravec kovový sud, přičemž se v něm vznítily výpary a došlo k výbuchu, při němž ulítlo dno a rozrazilo svářeči hlavu. 14. září 1938 nastal zase výbuch a požár v oddělení pro výrobu lepenky. Od 20. let se také rozmáhaly stížnosti místních obyvatel na vypouštěné plyny, kvůli kterým se bydlení v blízkosti této továrny stává nesnesitelným. O desetiletí později se začaly vršit i stížnosti obyvatel Pražského Předměstí a Hradce Králové na špatnou podzemní vodu, kterou podle nich znečistil právě Teerag. 7. června 1935 vzala městská rada na Pražském Předměstí na vědomost, že ministerstvo zemědělství vydalo nový výměr, kterým se firmě Teerag povoluje svádění odpadních vod do městské kanalizace.
15. března 1939 zavlál první prapor s hákovým křížem nad městem Hradec Králové na firmě Teerag, jejíž ředitel se dal plně do služeb nacistů. V roce 1945 byla továrna znárodněna a stala se součástí n. p. Dehtochema. Po zrušení tohoto podniku byla v červenci 1965 přičleněna ke Krkonošským papírnám v Hostinném.